# 17865 Odden
17865 Odden este o planetă minoră (asteroid) din centura de asteroizi. A fost descoperită pe 22 mai 1998 la Magdalena Ridge Observatory⁠(d) de Lincoln Near-Earth Asteroid Research. 
Obiectul prezintă o orbită caracterizată de o semiaxă mare de 2,8341049 UAi, o excentricitate de 0,03, o înclinație de 2,34365 ° în raport cu ecliptica.